# نيل ميريت
نيل ميريت (بالإنجليزية: Neil Merritt)‏ هو مدير أكاديمي بريطاني، ولد في 3 مارس 1939.